# Hipparchia från Maroneia
Hipparchia från Maroneia, död efter 325 f.Kr., var en antik grekisk filosof. Hon var gift med filosofen Krates från Thebe och liksom han anhängare av kyniska skolan. 
Hon gifte sig med Krates mot sina föräldrars vilja, och väckte stort uppseende i det antika Aten genom att leva i ett jämlikt förhållande med sin make och uppträda med honom överallt i offentligheten, klädd i manskläder och i den fattigdom som var i enlighet med de kyniska idealen.